# Larynxpapillomatose
Larynxpapillomatose (LP) is een ziekte van het ademhalingsstelsel. Het bestaat uit papillomen (wratachtige gezwelletjes) die groeien aan de oppervlakte van het luchtwegslijmvlies. Meestal is LP gelokaliseerd op de stembanden. Een enkele keer zijn de papillomen te vinden in de luchtpijp en de longen. De veroorzaker van LP is het humaan papillomavirus (HPV), typen 6 en 11. Deze virustypen kunnen ook genitale wratten veroorzaken.
LP is erg onvoorspelbaar. De ziekte kan jaren bestaan, maar ook spontaan verdwijnen. Op dit moment is nog niet bekend wat dit beloop veroorzaakt. Er wordt gedacht dat het iets te maken kan hebben met de weerstand van de patiënt. Een prognose is dus moeilijk te geven.

## Indeling
LP kan onderverdeeld worden in twee groepen. De verdeling wordt gemaakt door de leeftijd waarop LP begint. Als LP begint voor de leeftijd van 18 jaar, dan behoor je tot de zogenaamde juveniele groep. Bij de meeste kinderen begint LP voor de leeftijd van 5 jaar. Wanneer LP begint na het 18e levensjaar dan behoort men tot de volwassen groep.
Ook kan onderscheid gemaakt worden in een agressieve en een milde vorm van LP. Dit wordt gemaakt aan de hand van het aantal operaties wat een patiënt in zijn leven heeft moeten ondergaan. Als er sprake is van meer dan 4 operaties per jaar wordt er gesproken van een agressieve vorm.

## Klachten
- Juveniele LP presenteert zich meestal met heesheid en ademhalingsproblemen. LP is een van de belangrijkste oorzaken voor heesheid bij kinderen. De ademhalingsproblemen kunnen mede verklaard worden door de kleine luchtpijp van kinderen. Een vernauwing hierin zal sneller tot ademhalingsproblemen leiden.
- Het volwassen type presenteert zich met heesheid en veel minder met ademhalingsproblemen. De klachten zijn sterk afhankelijk van de plaats van de aandoening. Als de aandoening aanwezig is op de stembanden, dan kan een kleine groei ervan al aanleiding geven tot heesheid.
- Bij de milde vorm van LP kunnen de klachten in de loop van de tijd heel langzaam toenemen en kunnen patiënten jaren rondlopen met een papilloom. Bij de agressieve vorm van LP kunnen de papillomen zeer snel groeien en kunnen de klachten in enkele dagen verergeren.

## Therapie
Behandeling wordt uitgevoerd op basis van klachten. De behandeling is chirurgisch en wordt uitgevoerd door een kno-arts met behulp van een microlaryngoscopie, vaak in combinatie met een laser of shaver. Er bestaat geen bewezen effectieve medicamenteuze behandeling. 